# Томашевський Тома
Тома Томаше́вський (15 травня 1884, Стецева — 4 лютого 1969, Едмонтон) — український видавець і журналіст в Канаді  , діяч Українського робітничого товариства Рівність та Слов'янського соціалістичного союзу.

## Життєпис
Народився 15 травня 1884 року в селі Стецеві Снятинського повіту на Галичині (нині Снятинський район, Івано-Франківської області, Україна). Його батько, Іван, був хліборобом. У десятирічному віці пішов до школи та був зарахований одразу до 4 класу, оскільки з дому вмів вже читати; потому приватно навчався у Чернівцях. Після навчання півтора року працював писарем в суді, потім в старостві.
1898 року його батько виїхав до Канади, куди восени 1900 року з матір'ю, двома сестрами і братом прибув і Тома, де вони оселилися в Едмонтоні. Провів багато років як робітник-мігрант.
У 1903—1904 році, разом з Іваном Соляничем, у Летбриджі організував товариство «Поступ» соціалістичного напрямку; 1907 року, разом з ірландцем Айришем Лєгенємом, у Френку організував відділення Соціалістичної партії Канади, членами якого були переважно українці. 1908 року відділення партії зорганізував і в Едмонтоні. 1909 року у Вінніпезі, разом з Мирославом Стєчишиним та Ю. Сиротюком, організував газету «Робочий народ», яка виходила до 1918 року, коли її заборонила цензура.
З вересня 1911 року по червень 1912 року — співредактор соціалістичного тижневика «Нова громада». З часом зайняв антикомуністичну позицію, приєднавшись до Федерації українських соціал-демократів, Об'єднаних фермерів Альберти та опісля — до Співдружності федерації кооперативів.
Протягом 1915—1917 років редагував фермерську газету «Поступ» у Мондері. 1918 року поїхав до Вінніпегу, де як друкар працював при «Канадійському русині»; з жовтня того ж року — у Сполучених Штатах Америки, де працював у Сіетлі на будівництві кораблів, згодом в англійській друкарні в Шелтоні.
1920 року повернувся до Ванкувера, де редагував газету «Правда і воля»; у 1921—1922 роках — сатиричний щомісячник «Батіг»; в Едмонтоні: у 1922—1929 роках редагував газету «Наш Поступ», одночасно у 1928 році очолив в газету «Західні новини», у 1932—1934 роках — редагував газету «Фармерський Голос», у 1955—1960 роках — газету «Український Піонір» і був співзасновником Товариства українських піонерів Альберти.
Був активним громадським діячем до смерті. Помер в Едмонтоні 4 лютого 1969 року.